# Zeltingen-Rachtig
Zeltingen-Rachtig is een plaats in de Duitse deelstaat Rijnland-Palts, en maakt deel uit van de Landkreis Bernkastel-Wittlich.
Zeltingen-Rachtig ligt op de rechteroever van de Moezel en telt 2.201 inwoners.

## Bestuur
De plaats is een Ortsgemeinde en maakt deel uit van de Verbandsgemeinde Bernkastel-Kues.

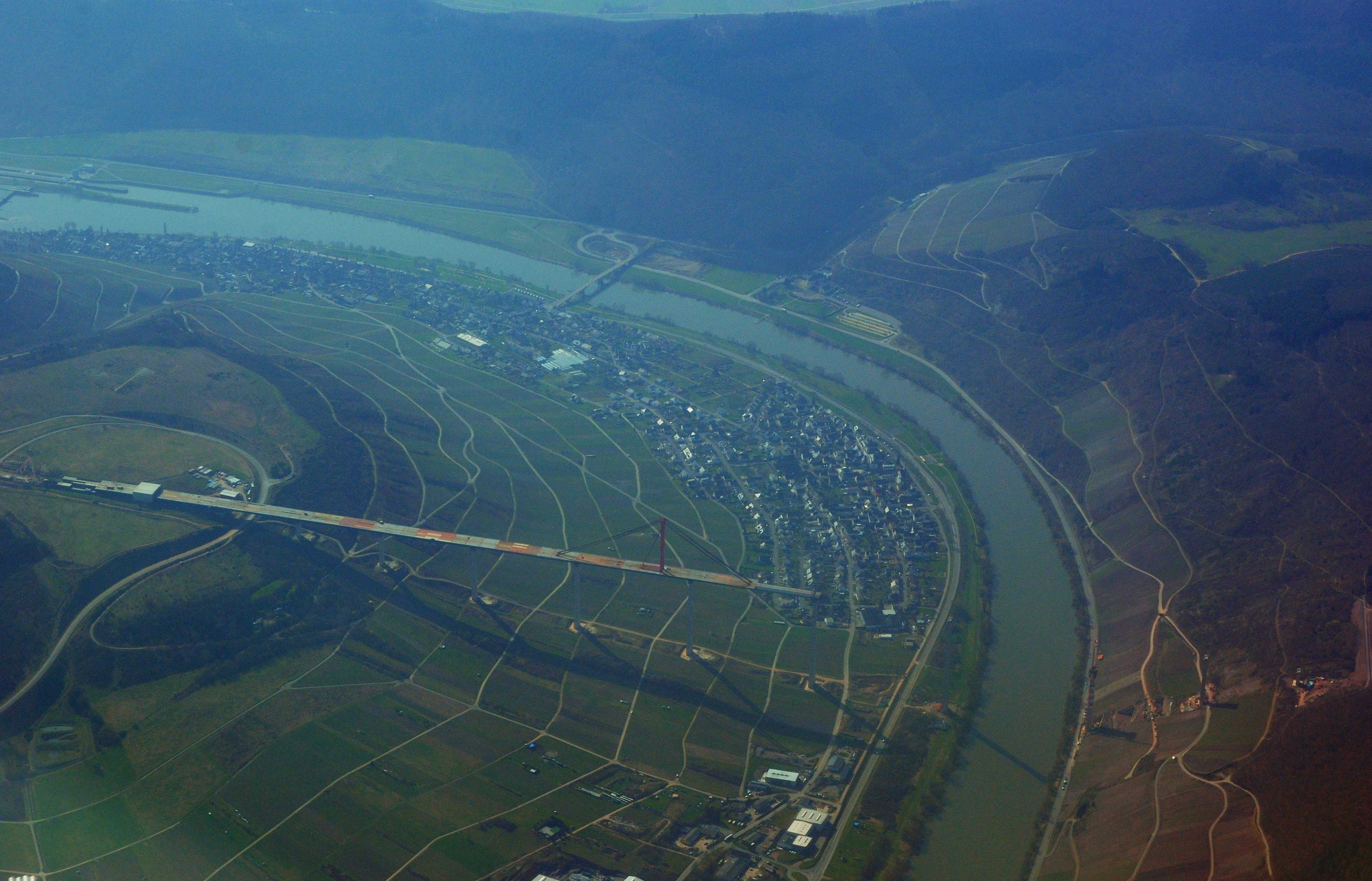
Moezelbrug in aanbouw (maart 2017)
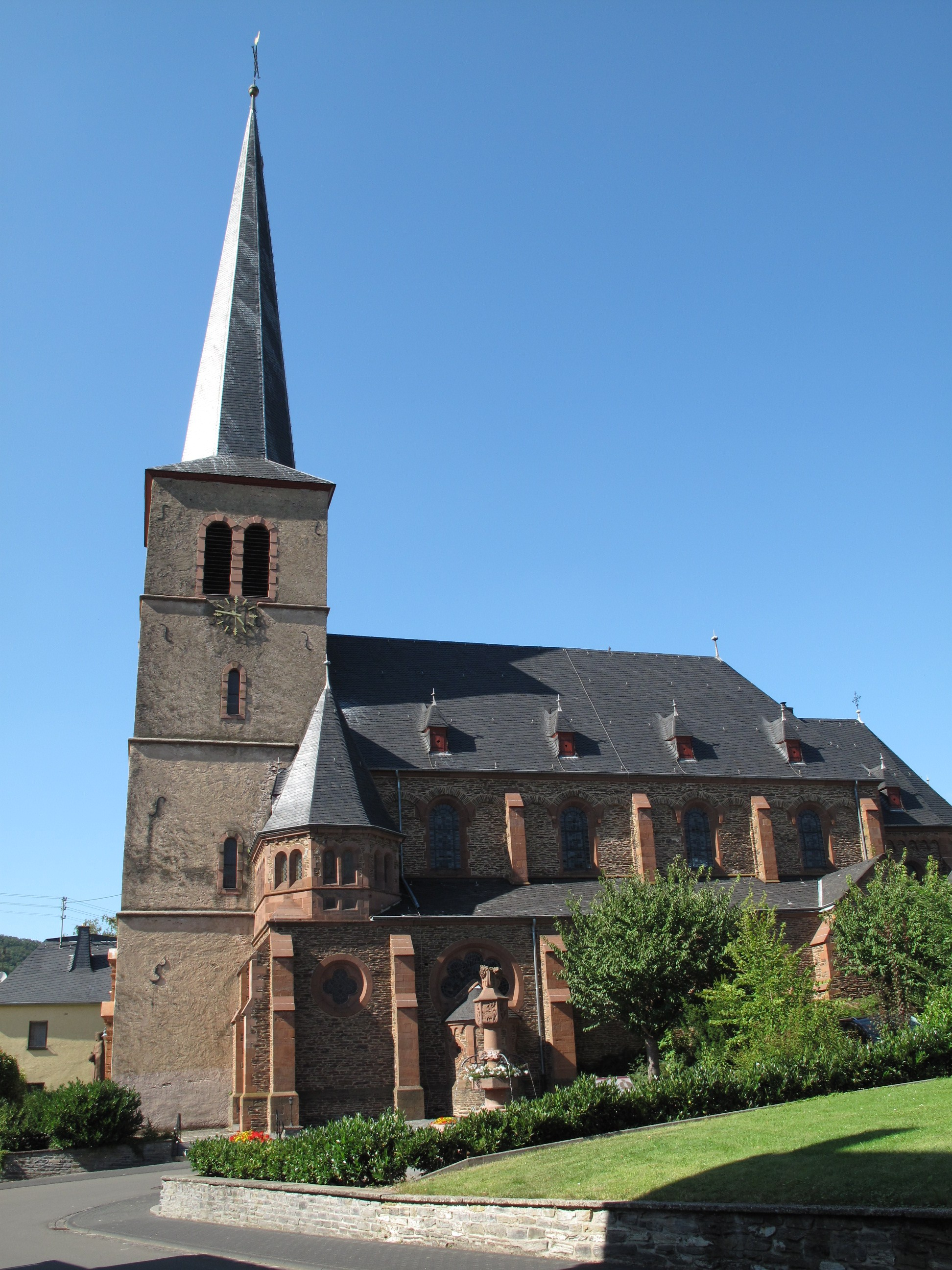
Rachtig, kerk
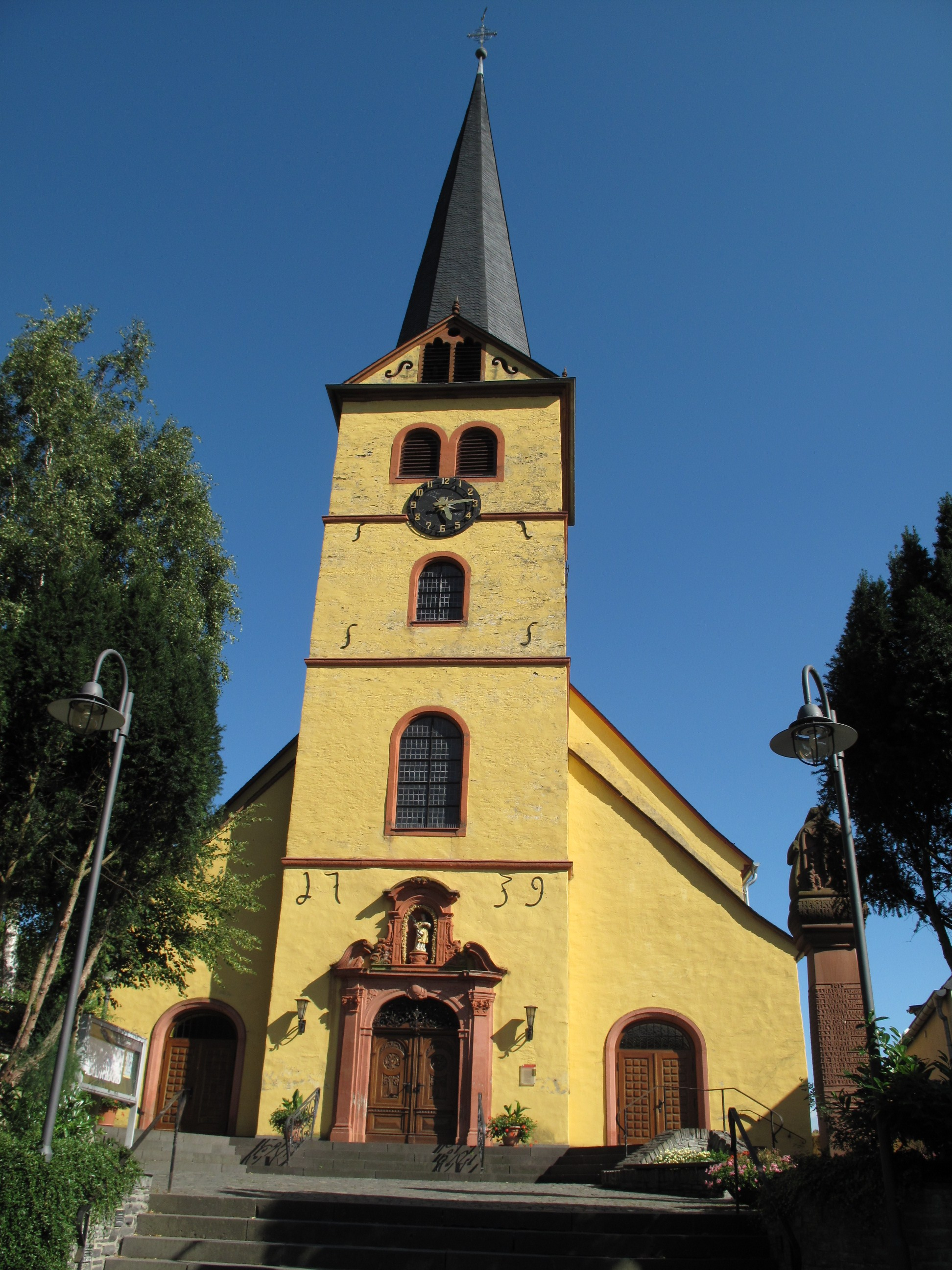
Zeltingen, kerk